# Barrage de Guandi
Le barrage de Guandi (en chinois : 官地大坝) est un barrage construit sur le Yalong, un affluent du Yangzi Jiang, dans la province du Sichuan en Chine. Il est associé à une centrale hydroélectrique de 2 400 MW. Sa production électrique moyenne est estimée à 11,87 TWh/an.
Sa construction s'est achevée en 2012 et la mise en servie complète de ses quatre turbines de 600 MW a eu lieu en mars 2013.
D'une hauteur de 168 mètres, le barrage forme un lac de retenue d'un volume de 760 millions de m3.
Il s'agit du troisième barrage d'une cascade hydroélectrique sur le Yalong qui en comporte six : Lianghekou, Jinping I, Jinping II, Guandi, Ertan et Tongzilin.